# شاخة (مقاطعة دهلران)
شاخة (بالفارسية: شاخه) هي مستوطنة تقع في قسم ابوغوير الريفي (مقاطعة دهلران) في إيران. يقدر عدد سكانها بـ 142 نسمة .